# Avram Iancu (Vârfurile), Arad
Avram Iancu colocvial Aciua, alternativ Aciuva, (în maghiară Ácsva) este un sat în comuna Vârfurile din județul Arad, Crișana, România. Numele oficial al localității a fost până în 1926 Aciuva. La recensământul din 2002 avea o populație de 756 locuitori.

## Personalități
- Dănilă Papp (1867-1950), general român, ambasador al Regatului Român la Sfântul Scaun

## Galerie de imagini

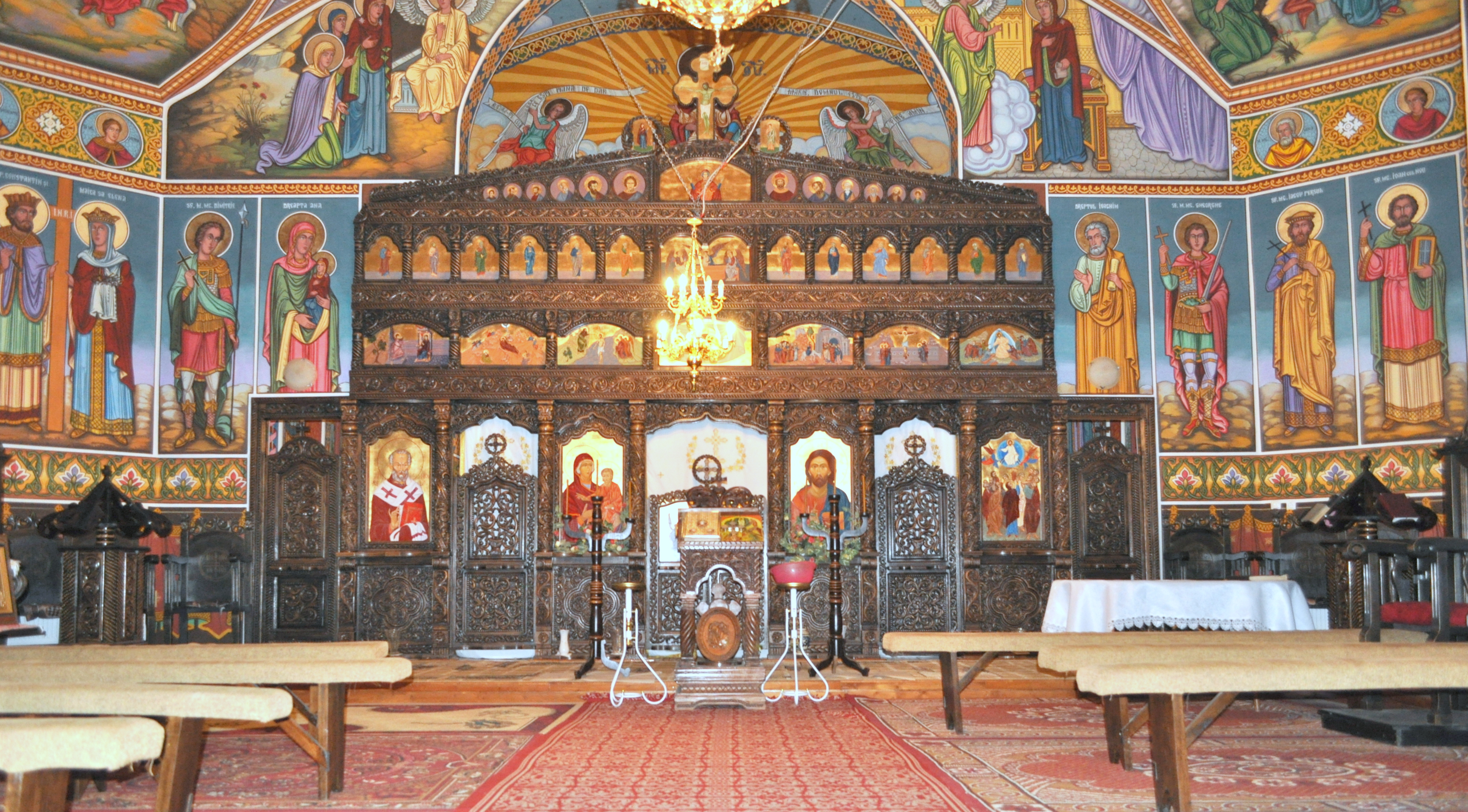
Biserica „Înălțarea Domnului” (interior)
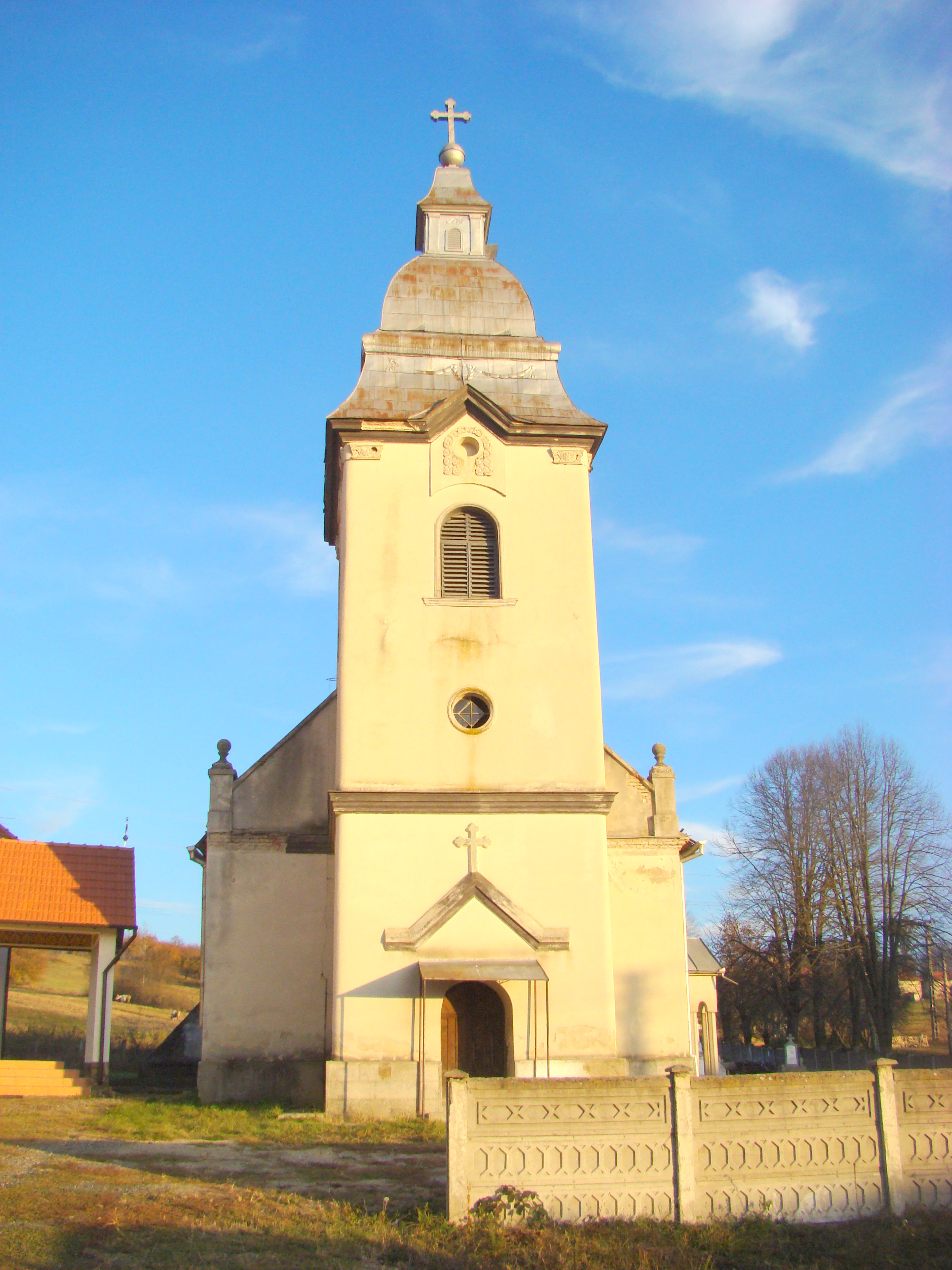
Biserica „Cuvioasa Paraschiva” (1925)
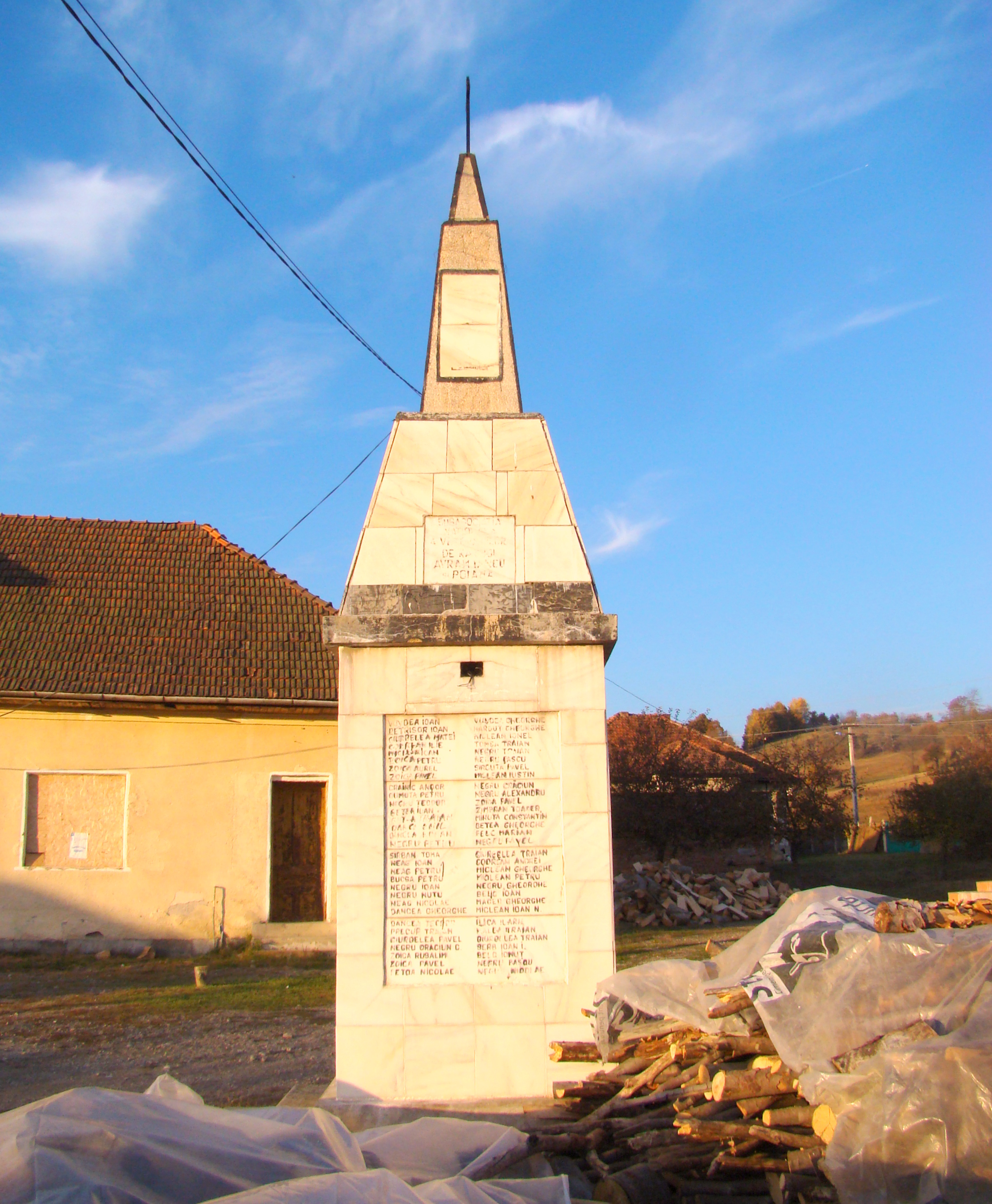
Monumentul Eroilor